# Mocidade Independente Bem-te-Vi
Grêmio Recreativo Escola de Saamba Mocidade Independente Bem-te-Vi foi uma escola de samba de Belo Horizonte, Minas Gerais. sendo fundado em 2 de abril de 1979.

## História
Campeã do Grupo Especial do carnaval de Belo Horizonte em 1990 com o enredo Olimpíada dos Deuses,Em 2006 Voltando ao carnaval de Belo Horizonte,com enredo Provida a Favor da Vida, a escola alcançou a sexta colocação do grupo A, em 2007, com enredo 77 anos de Historias do Mercado Central, volta ao topo do podium, depois de 15 anos sem alcaaçar boas colocações.
Em 2008 teve uma queda com enredo  O que e o que, que está na boca e no pé? Samba, ficando em oitavo Lugar. Em 2010, com enredo sobre o Palácio da Liberdade, obteve o 3º lugar.
Foi terceira colocada em 2011 e acabou rebaixada em 2012. depois disso, se fundiu com a Imperatriz de Venda Nova, formando uma nova escola ainda sem nome.

## Título
- Campeã: 1990 (Dividido com Canto da Alvorada)
- Campeã do Grupo-II: 1984

## Carnavais
| Ano  | Colocação | Grupo | Enredo | Carnavalesco    |
| ---- | --------- | ----- | --- | --------------- |
| 2010 | 3º lugar  | A     | No Bailar do Tempo a Bem-Te-Vi Vem Mostrar. Histórias e Estórias de um Templo Secular. Palácio da Liberdade - Do Sono a Realidade | Flávio Campello |
| 2011 | 3º Lugar  | A     | Máscaras | Aloisio Marinho |
| 2012 | 3º Lugar  | A     | |                 |